# كيس باكر
كيس باكر (بالهولندية: Kees Bakker)‏ هو عالم بيئة هولندي، ولد في 28 أبريل 1931، وتوفي في 3 نوفمبر 2010.